# Таун енд Кантри (Мисури)
Таун енд Кантри (енгл. Town and Country) град је у америчкој савезној држави Мисури.

## Демографија
По попису из 2010. године број становника је 10.815, што је 79 (-0,7%) становника мање него 2000. године.
| Група             | 2000.         | 2010.         |
| Белци             | 9.738 (89,4%) | 9.350 (86,5%) |
| Афроамериканци    | 219 (2,0%)    | 280 (2,6%)    |
| Азијати           | 690 (6,3%)    | 812 (7,5%)    |
| Хиспаноамериканци | 117 (1,1%)    | 189 (1,7%)    |
| Укупно            | 10.894        | 10.815        |